# Skirsjön (Ytterjärna socken, Södermanland)
Skirsjön är en sjö i Södertälje kommun i Södermanland och ingår i Tyresån-Trosaåns kustområde. Sjön är 7,5 meter djup, har en yta på 0,0496 kvadratkilometer och befinner sig 39,3 meter över havet.

## Delavrinningsområde
Skirsjön ingår i det delavrinningsområde (655685-159979) som SMHI kallar för Utloppet av Kvarnsjön. Medelhöjden är 46 meter över havet och ytan är 3,33 kvadratkilometer. Det finns ett avrinningsområde uppströms, och räknas det in blir den ackumulerade arean 32,44 kvadratkilometer. Avrinningsområdets utflöde Moraån mynnar i havet. Avrinningsområdet består mestadels av skog (74 procent) och jordbruk (11 procent). Avrinningsområdet har 0,26 kvadratkilometer vattenytor vilket ger det en sjöprocent på 7,7 procent.